# Hălmeag
Hălmeag [ˈhəlmeag] (deutsch Halmagen, ungarisch Halmágy) ist ein Dorf in der Gemeinde Șercaia (Schirkanyen) in der Region Siebenbürgen in Rumänien.

## Geographische Lage

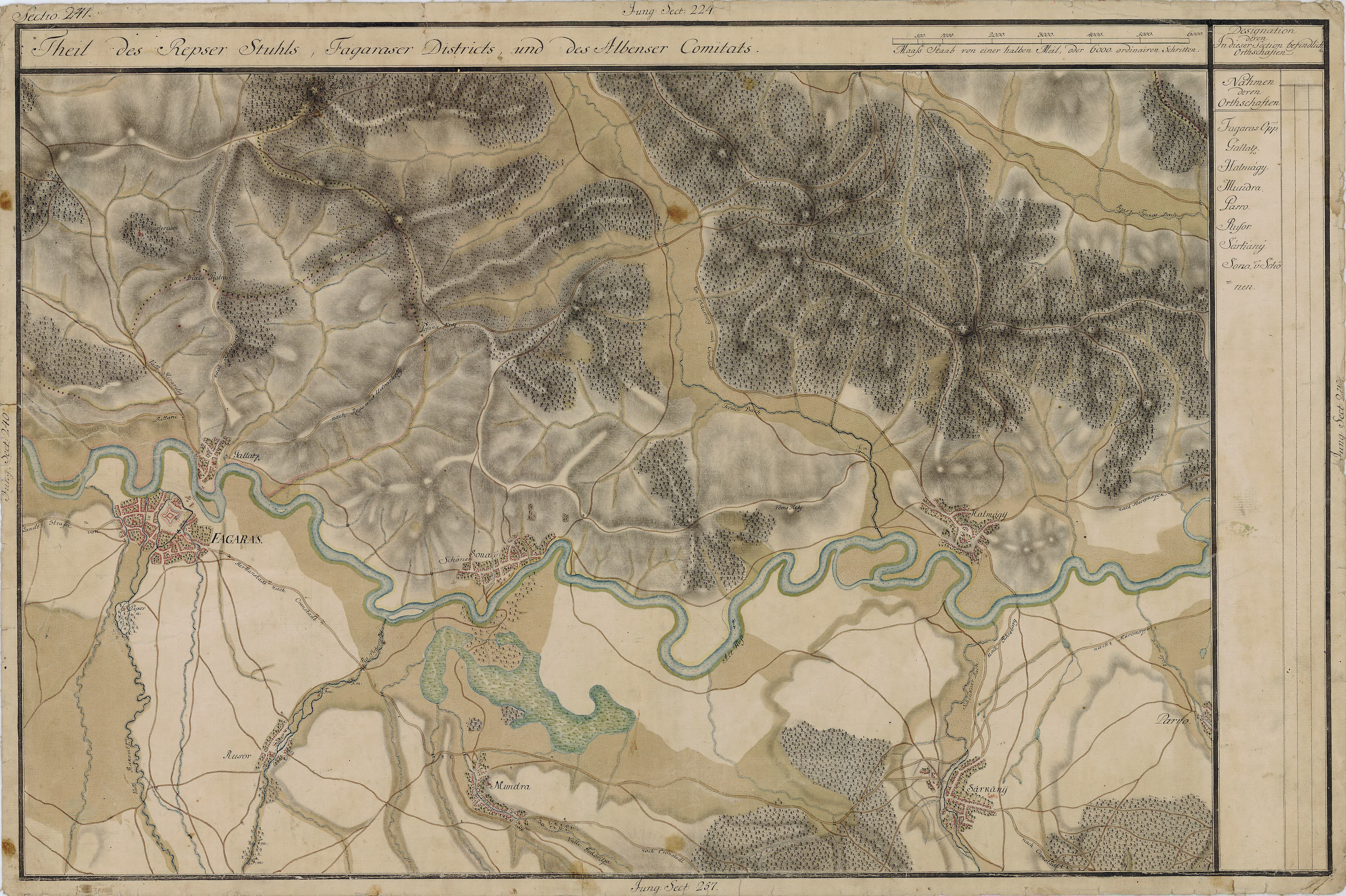
Hălmeag (Halmágy) in der Josephinischen Landaufnahme von 1769 bis 1773.

Hălmeag liegt im Tal des Flusses Olt (Alt) östlich von Făgăraș (dt. Fogarasch, ung. Fagaras). An der Kreisstraße (drum județean) DJ 131C ist der Ort über die Alt-Brücke mit dem vier Kilometer südlich gelegenem Gemeindezentrum verbunden.

## Geschichte
Hălmeag wurde erstmals 1211 als sächsische Siedlung urkundlich erwähnt. Zur Zeit der Türkenkriege wurde der Ort weitestgehend entvölkert und 1488 mehrheitlich mit Magyaren besiedelt. Eine Besiedlung des Ortes deutet nach archäologischen Funde jedoch in die Latènezeit zurück. Die evangelische Kirche mit den Resten der Kirchenburgbefestigung gehört mit jener in Kerz und Michelsberg zu den ältesten Kirchen in Siebenbürgen und Osteuropa. Die Kirche wurde zuletzt 1979 restauriert.

## Bevölkerung
Die Bevölkerung in Hălmeag entwickelte sich wie folgt:
| 1850 | 1.389 | 185 | 1.129 | - | 75 |
| 1920 | 1.090 | 235 | 851   | 1 | 3  |
| 1941 | 1.019 | 121 | 802   | - | 96 |
| 1966 | 744   | 146 | 595   | 3 | -  |
| 1992 | 659   | 320 | 280   | - | 59 |
| 2002 | 562   | 312 | 213   | - | 37 |
| 2011 | 508   | 299 | 184   | 2 | 23 |

Seit 1850 wurde in Hălmeag die höchste Einwohnerzahl und die der Magyaren 1850 ermittelt. Die höchste Anzahl der Rumänen wurde 1992, die der Roma (91) 1977 und die der Rumäniendeutschen (15) wurde 1890 ermittelt.

## Religion
In Halmagen gibt es eine orthodoxe sowie eine ca. 200 Gläubige zählende evangelisch-lutherische Gemeinde.

## Sehenswürdigkeiten
- Die evangelische Kirche[6] und deren Glockenturm im 13. Jahrhundert errichtet und im 15. erneuert, stehen nach Angaben des Verzeichnisses historischer Denkmäler des Ministeriums für Kultur und nationales Erbe (Ministerul Culturii și Patrimoniului Național) unter Denkmalschutz.[7] Das Portal und eine Nische der Kirche im romanischen Stil deuten ins Mittelalter.[3]

- Die Büste der Sisi von Halmagen, 1906 errichtet, steht auf dem Friedhof von Halmagen in der Nähe der Gruft des Michael Fronius.[8]
- Auf dem Gebiet des Dorfes und dem des Nachbardorfes Șona (Schönen) der Gemeinde Mândra (Kladendorf) befinden sich mehrere Hügelgruppen die noch nicht erforscht wurden – vermutlich Hügelgräber.[9]

## Persönlichkeiten
- Michael Fronius (1727–1799), hier gestorben, war Politiker und Stadtrichter in Kronstadt.[10]
- Katalin Varga (1802–1852), war in den 1840er Jahren eine ungarische Führerin einer siebenbürgischen Bergarbeiterbewegung.[11][12]